# Modest Mussorgsky
Modest Petróvitch Mússorgsky (em russo:  Моде́ст Петро́вич Му́соргский; Karevo, nasceu em Pskov, 21 de março de 1839 – e morreu em São Petersburgo, 28 de março de 1881), compositor e militar russo conhecido por suas composições sobre a história da Rússia medieval. Foi membro do nacionalista Grupo dos Cinco, ao lado dos músicos Mily Balakirev, Aleksandr Borodin, César Cui e Nikolai Rimsky-Korsakov.

## Biografia
Modest Petróvitch Mússorgsky nasceu em Karevo, na província de Pskov, em 21 de março de 1839. Começou a ter aulas de piano na infância ao mesmo tempo em que estudava em colégios militares, uma vez que acreditava-se que seu futuro residia no exército russo.
Em 1856, no Regimento Preobrazhensky, conheceu Balakirev, com quem aprendeu a técnica musical. Nos dois anos seguintes, travou contato com intelectuais russos como César Cui, Aleksandr Dargomyzhsky e Vladimir Stasov. Deixou a vida militar para se dedicar à música e enfrentou dificuldades financeiras quando o sistema de servidão foi extinto e ele acabou arranjando um emprego com baixo salário numa repartição pública.
Inicialmente, a música de Mússorgsky estava muito atrelada à de Balakirev e à música estrangeira, como pode ser visto na ópera Édipo em Atenas. Essa influência foi se desfazendo aos poucos, conforme tornava-se autodidata. Entre 1863 e 1866 trabalhou na ópera Salammbô, mas a abandonou pois perdeu o interesse.
Com a morte de sua mãe, em 1865, o alcoolismo passou a fazer parte de sua vida. Em 1867 compôs a peça orquestral Uma noite no monte Calvo, que Balakirev se recusou a reger.
Aos 29 anos de idade começou a compor Boris Godunov, sua ópera mais conhecida e uma das peças mais importantes da história da música russa, baseada no drama homónimo de Pushkin e na História do Estado Russo de Karamzin. Utilizando o ritmo da fala dos mujiques ao invés de melodias líricas; harmonias excêntricas porém expressivas, como a harmonia sacra eslava; e coros e personagens populares com papéis importantes, Boris Godunov causou grande polêmica, sendo que a versão original de 1870 foi recusada. A estreia ocorreu no Teatro Mariinski em 1873, após diversas alterações feitas por Mússorgski e Rimski-Kórsakov, embora ainda tenha causado controvérsias. Após uma nova apresentação de apenas alguns trechos em 1878, a ópera deixou de ser encenada.
Nos anos que se seguiram, o alcoolismo passa a se intensificar conforme vai perdendo amigos e parentes. É dessa época o ciclo Canções e danças da morte (1875-1877), de sabor exótico e oriental. 

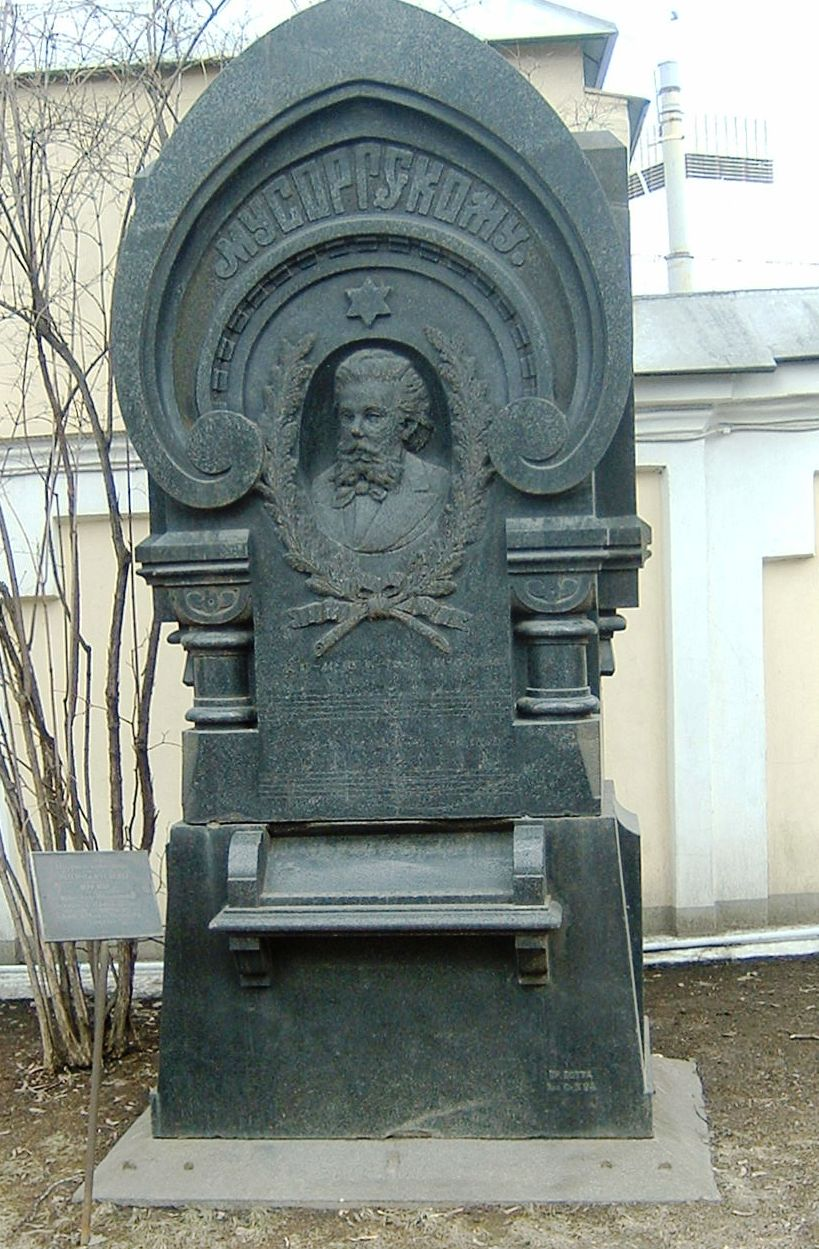
Túmulo de Modest Mússorgski no Cemitério Tikhvin no Mosteiro Aleksandr Nevsky em São Petersburgo

Em 1880 foi demitido de seu posto no serviço governamental. Internado em um hospital em 1881 por caridade, Modest Mússorgsky morreu de excessos alcoólicos solitário, pobre e uma semana após completar 42 anos. Está enterrado no Cemitério Tikhvin do Mosteiro Alexandre Nevsky em São Petersburgo.

## Obras

### Ciclos de canções
- O quarto das crianças (1868-1872)
- Sem sol (1874)
- Canções e danças da morte (1875-1877)

### Óperas
- Salammbô (1863-1866), fragmentos cuja música foi reutilizada noutras obras do compositor
- O Casamento (1868), primeiro ato
- Boris Godunov (1869-1870, versão original; 1870-1871)
- Khovânshchina (1872-1881), completada, instrumentada e editada em vários momentos por Rimski-Kórsakov, Ravel, Stravinski, Pavel Lamm e Shostakovitch
- A Feira de Sorotchintsy, completada e instrumentada em vários momentos por Cui, Liádov, Karatýguin, Tcherepnín, Lamm e Vissarión Shebalín

### Outro
- Édipo Rei (1858-1861), música pela tragédia de Sófocles: um coro
- A Noite no Monte Calvo (1867), quadro sinfónico
- Quadros de uma Exposição (1874), ciclo de peças para piano